# Vad vakáció
A Vad vakáció (eredeti cím: Welcome Home Roscoe Jenkins) 2008-as amerikai filmvígjáték, amelynek forgatókönyvírója és rendezője Malcolm D. Lee. A főszerepben Martin Lawrence, Nicole Ari Parker, Margaret Avery, Michael Clarke Duncan, Mike Epps, Mo’Nique, Cedric the Entertainer, Louis C.K. és James Earl Jones látható.
Amerikában 2008. február 2-án mutatták be.

## Rövid történet
Dr. RJ Stevens egy talkshow-műsorvezető, aki meglátogatja a családját a délvidéken. Ott találkozik újra bátyjával, Otisszal, nővérével, Bettivel, unokatestvérével/riválisával, Clyde-dal és gyermekkori szerelmével, Lucinda Allennel.

## Szereplők
| Szerep         | Színész                | Magyar hang           |
| -------------- | ---------------------- | --------------------- |
| R.J.           | Martin Lawrence        | Pusztaszeri Kornél    |
| Jenkins papa   | James Earl Jones       | Konrád Antal          |
| Jenkins mama   | Margaret Avery         | Szabó Éva             |
| Bianca Kittles | Joy Bryant             | Zsigmond Tamara       |
| Clyde          | Cedric the Entertainer | Gesztesi Károly       |
| Lucinda        | Nicole Ari Parker      | Pikali Gerda          |
| Otis           | Michael Clarke Duncan  | Vass Gábor            |
| Reggie         | Mike Epps              | Kolovratnik Krisztián |
| Betty          | Mo'Nique               | Kéri Kitty            |
| Jamaal         | Damani Roberts         | Morvay Bence          |
| Amy            | Brooke Lyons           | Mezei Kitty           |
| Ruthie         | Liz Mikel              | Kocsis Mariann        |
| Ms. Pearl      | Carol Sutton           |                       |
| Ms. Addy       | Deetta West            |                       |
| Marty          | Louis C.K.             | Kapácsy Miklós        |
| Junior         | Brandin Jenkins        | Baráth István         |
| Callie         | Krystal Braud          |                       |

## Gyártás
A Vad vakáció című filmet a louisianai Shreveportban és a louisianai Mindenben forgatták.

## Bevétel
A film a nyitóhétvégén az észak-amerikai mozikban 16,2 millió dolláros bevételt hozott, ezzel a második helyen kezdett a Bolondok aranya mögött.

## Médiakiadás
Az Egyesült Államokban 2008. június 17-én, az Egyesült Királyságban pedig 2008. május 30-án jelent meg DVD-n.